# Stacey Blades
Stacey Blades (Calgary, 1968) è un chitarrista heavy metal canadese.
È nato a Calgary, in provincia di Alberta, ed è dal 2004 il chitarrista degli L.A. Guns di Phil Lewis, con i quali ha registrato gli album Rips the Covers Off, Tales from the Strip, e Loud and Dangerous: Live from Hollywood. Ha fatto parte delle band Fraidy Katt, Roxx Gang, Mojo Gurus, Supercool, Smack e 100 Proof.

## Discografia

### Con i Fraidy Katt
- varie Demo

### Con i Roxx Gang
- The Voodoo You Love
- Old, New, Borrowed & Blue
- Drinkin' T.N.T. and Smokin' Dynamite (disponibile sia come album dei Roxx Gang che come album dei Mojo Gurus)
- Bodacious Ta Tas

### Con i Mojo Gurus
- Mojo Gurus
- Drinkin' T.N.T. and Smokin' Dynamite (disponibile sia come album dei Roxx Gang che come album dei Mojo Gurus)

### Con i Supercool
Live at the Wilcox Hotel

### Con gli Smack
- varie Demo

### Con gli L.A. Guns
- Rips the Covers Off (2004)
- Tales from the Strip (2005)
- Loud and Dangerous: Live from Hollywood (2006)